# Głowa byka
Głowa byka (nider. Rundskop) – belgijsko-holenderski dramat kryminalny z 2011 roku w reżyserii Michaëla Roskama. Zdjęcia kręcono w Liège.

## Opis fabuły
Akcja filmu umiejscowiona jest w Limburgii, w środowisku hodowców bydła. Młody farmer, Jacky Vanmarsenille, dostaje propozycję od pozbawionego skrupułów weterynarza dotyczącą nielegalnej transakcji z handlarzem z Zachodniej Flandrii. Zabójstwo policjanta oraz niespodziewana konfrontacja z tragicznym zdarzeniem z dzieciństwa Jacky'ego mają jednak daleko idące konsekwencje.

## Nagrody i nominacje
84. ceremonia wręczenia Oscarów
- nominacja: najlepszy film nieanglojęzyczny (Belgia)[2]

## Obsada
- Matthias Schoenaerts – Jacky Vanmarsenille
- Jeroen Perceval – Diederik Maes
- Jeanne Dandoy – Lucia Schepers
- Barbara Sarafian – Eva Forrestier
- Tibo Vandenborre – Antony De Greef
- Kris Cuppens – Jean Vanmarsenille
- Sam Louwyck – Marc de Kuyper
- Robin Valvekens – młody Jacky Vanmarsenille
- Baudoin Wolwertz – młody Diederik Maes
- David Murgia – młody Bruno Schepers[3]